# Helianthemum polyanthum
Helianthemum polyanthum là một loài thực vật có hoa trong họ Nham mân khôi. Loài này được (Desf.) Pers. mô tả khoa học đầu tiên năm 1806.